# Principe de Pareto
Pour les articles homonymes, voir Pareto.
Pour la loi de théorie des probabilités découlant du principe décrit ci-dessous, voir Loi de Pareto.
Le principe de Pareto, aussi appelé loi de Pareto, principe des 80-20 ou encore loi des 80-20, est une observation selon laquelle environ 80 % des effets sont le produit de seulement 20 % des causes. Les phénomènes qui illustrent ce principe suivent une distribution de Pareto.

## Origine

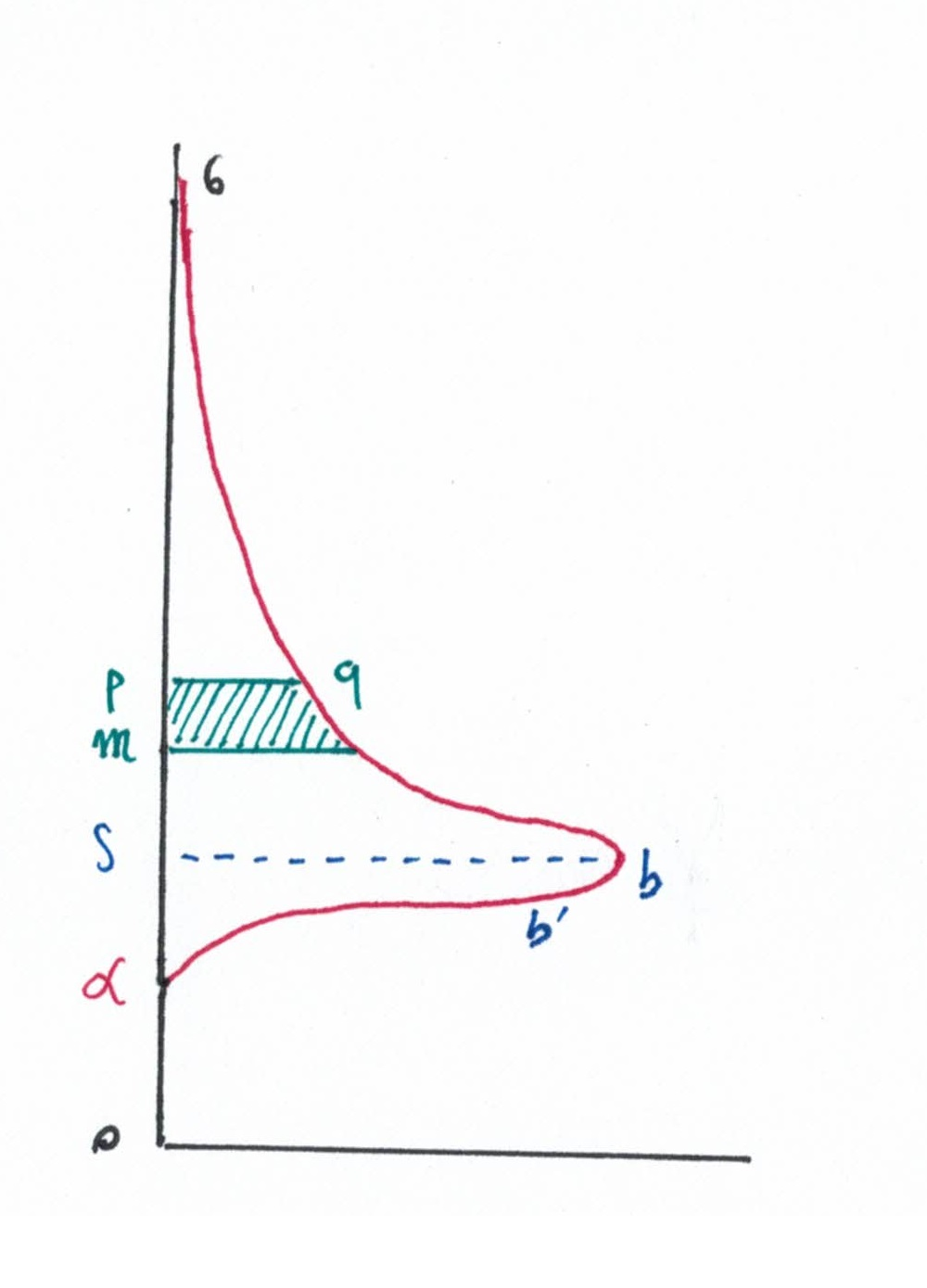
Courbe des revenus selon le diagramme de Pareto en 1909.

Le principe de Pareto doit son nom à l'économiste italien Vilfredo Pareto, qui à la fin du XIXe siècle analyse les données fiscales de l'Angleterre, la Russie, la France, la Suisse, l'Italie et la Prusse. Bien que les niveaux d'inégalités soient variables selon les pays, il remarque partout un phénomène similaire : le pourcentage de la population dont la richesse est supérieure à une valeur x est toujours proportionnel à 1/xα, le coefficient α variant selon les pays. Cette distribution est aujourd'hui connue sous le nom de loi de Pareto.
Bien que les travaux de Pareto n'impliquent pas nécessairement une répartition 80-20, le qualiticien Joseph Juran utilise en 1954 l'expression « principe de Pareto » pour signifier qu'environ 80 % des effets sont le produit de 20 % des causes.
Pour simplifier, sa conclusion est que, pour tous les pays qu'il a analysé, 80% des richesses d'un pays sont detenues par 20% de la population.

## Applications
Dans son article « The Non-Pareto Principle; Mea Culpa », Joseph Juran confesse en 1960 avoir attribué ce principe de répartition au mauvais auteur, car en fait nombreux sont ceux qui l'ont énoncé antérieurement. Cela dit, la méthode lui paraît utile : « le principe de Pareto est la méthode générale permettant de trier un quelconque agrégat en deux parties : les problèmes vitaux et les problèmes plus secondaires — dans tous les cas, l’application du principe de Pareto permet d’identifier les propriétés des problèmes stratégiques et de les séparer des autres ».
Pour Juran, ce principe a valeur « universelle » : « Le fait que les problèmes managériaux présentent de manière générale les mêmes propriétés, me font considérer le principe de Pareto comme un outil universel d’analyse. » Il en expose des exemples concrets touchant toutes les fonctions de l'entreprise : gestion de stock, gestion des ventes, des livraisons, dysfonctionnements de production… et même le management stratégique : « En préparant leurs ambitions, les managers expérimentés savent que seuls quelques éléments majeurs sont décisifs. Le reste sera traité par la même occasion en tant que parties de ces éléments. »
Juran est également à l'origine de la méthode ABC (une variante du principe Pareto) : « J’ai un peu exagéré en avançant que le principe de Pareto permet seulement de séparer les choses en deux parts. En réalité, il existe trois parties. La troisième est un « résidu » qui prend place entre les composantes prioritaires et les composantes secondaires. Ce « résidu » peut être dénommé « zone à risques » (awkward-zone). Chaque élément de cette zone à risques n’est pas assez important pour justifier un lourd investissement dans l’analyse, mais leur regroupement dépasse les capacités d’analyse ».
En 1963, le département américain du Commerce a présenté le principe de Pareto dans un article intitulé : « Comment les entreprises manufacturières réduisent-elles leurs coûts de distribution ? ».
Ce principe semble modéliser approximativement les situations suivantes : 
- gestion de stock — cette loi est également appelée loi ABC. Les ressources représentant 70 à 80 % du chiffre d'affaires (CA) sont rassemblées dans la classe A, les ressources contribuant entre 5 et 10 % au CA sont dans la classe C et la classe B rassemble les ressources intermédiaires[3] ;
- gestion des ventes : 80 % des ventes est réalisé grâce à 20 % des références présentées ;
- gestion client : 80 % du CA est réalisé par 20 % des clients ;
- services : 80 % des réclamations proviennent de 20 % des clients ou de 20 % des produits ;
- gestion de projet : 80 % d'accomplissement d'une mise au point nécessite 20 % de l'effort ;
- gestion de la production : 20 % des produits représentent 80 % du CA. Cela permet de choisir sur quels procédés ou processus apporter des modifications en priorité ;
- SEO - Référencement naturel : 20 % du trafic provient des mots clés principaux de la tête de la longue traîne. 80 % des mots clés secondaires de la queue de la longue traîne.

## Critique de l’acception courante
Le principe de Pareto est un principe empirique, c'est-à-dire qu'on le rencontre « souvent » en pratique, à quelques approximations près sur les nombres 80 et 20. On peut montrer que c'est rigoureusement le cas en particulier quand les phénomènes étudiés suivent une distribution de Pareto de paramètre précis : α = log4(5) = ln(5)/ln(4) ≈ 1,161 de la loi de Pareto. À l'inverse toute loi de Pareto avec un paramètre différent ne suit pas rigoureusement le « principe de Pareto » (des 80/20). Et a fortiori, d'innombrables autres fonctions non plus. Pareto lui-même avait obtenu une répartition de 72,3/27,7 sur la répartition des richesses au Royaume-Uni.          
L'économiste Thomas Piketty rappelle cette évidence mathématique dans le cas de son utilisation concernant la répartition des richesses : « Encore aujourd'hui, certains s'imaginent parfois, à la suite de Pareto, que la répartition des richesses se caractériserait par une implacable stabilité, conséquence d'une loi presque divine. En vérité, rien n'est plus faux : quand on étudie les inégalités dans une perspective historique, ce qui est important et ce qui doit être expliqué, ce ne sont pas les légères stabilités, mais bien plutôt les changements considérables. »